# Seznam dílů seriálu Henry Nebezpečný
Toto je seznam dílů seriálu Henry Nebezpečný. Americký sitcom Henry Nebezpečný vysílá stanice Nickelodeon.

## Přehled řad
| Řada | Díly | Premiéra v USA    | Premiéra v USA    | Premiéra v ČR   | Premiéra v ČR  |
| Řada | Díly | První díl         | Poslední díl      | První díl       | Poslední díl   |
| ---- | ---- | ----------------- | ----------------- | --------------- | -------------- |
| 1    | 25   | 26. července 2014 | 16. května 2015   | vysíláno        | vysíláno       |
| 2    | 18   | 12. září 2015     | 17. července 2016 | vysíláno        | vysíláno       |
| 3    | 19   | 17. září 2016     | 7. října 2017     | vysíláno        | 8. dubna 2018  |
| 4    | 20   | 21. října 2017    | 20. října 2018    | 27. května 2018 | 3. března 2019 |
| 5    | 39   | 3. listopadu 2018 | 21. března 2020   | 28. dubna 2019  | 18. října 2020 |

## Seznam dílů

### První řada (2014–2015)
| Č. v seriálu | Č. v řadě | Původní název                  | Český název                 | Režie         | Scénář                                      | Premiéra v USA     | Premiéra v ČR |
| ------------ | --------- | ------------------------------ | --------------------------- | ------------- | ------------------------------------------- | ------------------ | ------------- |
| 1            | 1         | The Danger Begins              | Henry začíná                | Steve Hoefer  | Dan Schneider a Dana Olsen                  | 26. července 2014  | vysíláno      |
| 2            | 2         | Mo' Danger, Mo' Problems       | Víc nebezpečí, víc problémů | Steve Hoefer  | Dan Schneider a Dana Olsen                  | 13. září 2014      | vysíláno      |
| 3            | 3         | The Secret Gets Out            | Tajemství je venku          | Steve Hoefer  | Dan Schneider a Jake Farrow                 | 20. září 2014      | vysíláno      |
| 4            | 4         | Tears of the Jolly Beetle      | Slzy veselého brouka        | Russ Reinsel  | Dan Schneider a Christopher J. Nowak        | 27. září 2014      | vysíláno      |
| 5            | 5         | Substitute Teacher             | Náhradní učitel             | Russ Reinsel  | Dan Schneider a Dave Malkoff                | 4. října 2014      | vysíláno      |
| 6            | 6         | Jasper Danger                  | Děsný Jasper                | Steve Hoefer  | Dan Schneider a Dana Olsen                  | 18. října 2014     | vysíláno      |
| 7            | 7         | The Space Rock                 | Vetřelec                    | Russ Reinsel  | Dan Schneider a Jake Farrow                 | 1. listopadu 2014  | vysíláno      |
| 8            | 8         | Birthday Girl Down             | Důkaz neviny                | Adam Weissman | Dan Schneider a Christopher J. Nowak        | 8. listopadu 2014  | vysíláno      |
| 9            | 9         | Too Much Game                  | Místo v týmu                | Steve Hoefer  | Dan Schneider a Dave Malkoff                | 15. listopadu 2014 | vysíláno      |
| 10           | 10        | Henry the Man-Beast            | Jak rychle zmužnět          | Steve Hoefer  | Dan Schneider a Dana Olsen                  | 22. listopadu 2014 | vysíláno      |
| 11           | 11        | Invisible Brad                 | Neviditelný Brad            | Steve Hoefer  | Dan Schneider a Dave Malkoff                | 10. ledna 2015     | vysíláno      |
| 12           | 12        | Spoiler Alert                  | Kazifilm                    | Russ Reinsel  | Dan Schneider a Christopher J. Nowak        | 24. ledna 2015     | vysíláno      |
| 13           | 13        | Let's Make a Steal             | Roztoč to!                  | Steve Hoefer  | Dan Schneider a Dave Malkoff                | 30. ledna 2015     | vysíláno      |
| 14           | 14        | Super Volcano                  | Supervulkán                 | Russ Reinsel  | Dan Schneider a Dana Olsen                  | 7. února 2015      | vysíláno      |
| 15           | 15        | My Phony Valentine             | Valentýnské rande           | Steve Hoefer  | Dan Schneider a Jake Farrow                 | 14. února 2015     | vysíláno      |
| 16           | 16        | Caved In                       | V pasti                     | Nathan Kress  | Dan Schneider a Christopher J. Nowak        | 28. února 2015     | vysíláno      |
| 17           | 17        | Elevator Kiss                  | Pusa ve výtahu              | Steve Hoefer  | Dan Schneider a Dave Malkoff                | 7. března 2015     | vysíláno      |
| 18           | 18        | Man of the House               | Hlava rodiny                | Russ Reinsel  | Dan Schneider a Dana Olsen                  | 14. března 2015    | vysíláno      |
| 19           | 19        | Dream Busters                  | Krotitelé snů               | Adam Weissman | Dan Schneider a Jake Farrow                 | 21. března 2015    | vysíláno      |
| 20           | 20        | Kid Grounded                   | Domácí vězení               | Russ Reinsel  | Dan Schneider a Christopher J. Nowak        | 4. dubna 2015      | vysíláno      |
| 21           | 21        | Captain Jerk                   | Exkurze                     | Mike Caron    | Dan Schneider, Dave Malkoff a Andrew Thomas | 11. dubna 2015     | vysíláno      |
| 22           | 22        | The Bucket Trap                | Jak udržet tajemství        | Nathan Kress  | Dan Schneider a Dana Olsen                  | 18. dubna 2015     | vysíláno      |
| 23           | 23        | Henry and the Bad Girl, Part 1 | Zlobivá holka 1. část       | Steve Hoefer  | Dan Schneider a Jake Farrow                 | 2. května 2015     | vysíláno      |
| 24           | 24        | Henry and the Bad Girl, Part 2 | Zlobivá holka 2. část       | Steve Hoefer  | Dan Schneider a Dave Malkoff                | 9. května 2015     | vysíláno      |
| 25           | 25        | Jasper's Real Girlfriend       | Jasperova přítelkyně        | David Kendall | Dan Schneider a Christopher J. Nowak        | 16. května 2015    | vysíláno      |

### Druhá řada (2015–2016)
| Č. v seriálu | Č. v řadě | Původní název                  | Český název                    | Režie         | Scénář                                            | Premiéra v USA     | Premiéra v ČR |
| ------------ | --------- | ------------------------------ | ------------------------------ | ------------- | ------------------------------------------------- | ------------------ | ------------- |
| 26           | 1         | The Beat Goes On               | Kouzlo hudby                   | Adam Weissman | Dan Schneider a Christopher J. Nowak              | 12. září 2015      | vysíláno      |
| 27           | 2         | One Henry, Three Girls: Part 1 | Jeden Henry, tři holky 1. část | Adam Weissman | Dan Schneider a Jay Kogen                         | 19. září 2015      | vysíláno      |
| 28           | 3         | One Henry, Three Girls: Part 2 | Jeden Henry, tři holky 2. část | Steve Hoefer  | Dan Schneider a Dave Malkoff                      | 26. září 2015      | vysíláno      |
| 29           | 4         | Henry and the Woodpeckers      | Henry a datlové                | Mike Caron    | Dan Schneider a Avin Das                          | 3. října 2015      | vysíláno      |
| 30           | 5         | Captain Man: On Vacation       | Kapitán jede na dovolenou      | Nathan Kress  | Dan Schneider a Christopher J. Nowak              | 10. října 2015     | vysíláno      |
| 31           | 6         | The Time Jerker                | Časoprudič                     | Steve Hoefer  | Dan Schneider a Jay Kogen                         | 7. listopadu 2015  | vysíláno      |
| 32           | 7         | Secret Beef                    | Večeře pro dva                 | Adam Weissman | Dan Schneider a Dave Malkoff                      | 14. listopadu 2015 | vysíláno      |
| 33           | 8         | Henry's Jelly                  | Závistivý Henry                | Adam Weissman | Dan Schneider a Avin Das                          | 21. listopadu 2015 | vysíláno      |
| 34           | 9         | Christmas Danger               | Vánoce za mřížemi              | Steve Hoefer  | Dan Schneider a Christopher J. Nowak              | 28. listopadu 2015 | vysíláno      |
| 35           | 10        | Indestructible Henry, Part 1   | Nezničitelný Henry 1. část     | Nathan Kress  | Dan Schneider a Jay Kogen                         | 19. března 2016    | vysíláno      |
| 36           | 11        | Indestructible Henry, Part 2   | Nezničitelný Henry 2. část     | Russ Reinsel  | Dan Schneider a Dave Malkoff                      | 26. března 2016    | vysíláno      |
| 37           | 12        | Text, Lies & Video             | SMS, lži a video               | Steve Hoefer  | Dan Schneider a Avin Das                          | 9. dubna 2016      | vysíláno      |
| 38           | 13        | Opposite Universe              | Paralelní vesmír               | Adam Weissman | Dan Schneider a Christopher J. Nowak              | 16. dubna 2016     | vysíláno      |
| 39           | 14        | Grave Danger                   | Společná Rakev                 | David Kendall | Dan Schneider, Andrew Reese Thomas a Joe Sullivan | 23. dubna 2016     | vysíláno      |
| 40           | 15        | Ox Pox                         | Volský mor                     | Steve Hoefer  | Dan Schneider a Samantha Martin                   | 30. dubna 2016     | vysíláno      |
| 41           | 16        | Twin Henrys                    | Henryho dvojče                 | Russ Reinsel  | Dan Schneider a Avin Das                          | 7. května 2016     | vysíláno      |
| 42           | 17        | Danger & Thunder               | Bouřlivákova dcera             | Steve Hoefer  | Dan Schneider, Jay Kogen a Dave Malkoff           | 18. června 2016    | vysíláno      |
| 43           | 18        | I Know Your Secret             | Znám tvé tajemství             | Russ Reinsel  | Dan Schneider a Christopher J. Nowak              | 17. července 2016  | vysíláno      |

### Třetí řada (2016–2017)
| Č. v seriálu | Č. v řadě | Původní název               | Český název                   | Režie                       | Scénář                                      | Premiéra v USA     | Premiéra v ČR   |
| ------------ | --------- | --------------------------- | ----------------------------- | --------------------------- | ------------------------------------------- | ------------------ | --------------- |
| 44           | 1         | A Fiñata Full of Death Bugs | Ryňáta plná vraždicích brouků | Steve Hoefer                | Dan Schneider a Christopher J. Nowak        | 17. září 2016      | vysíláno        |
| 45           | 2         | Love Muffin                 | Muffin lásky                  | Steve Hoefer                | Dan Schneider a Hayes Jackson               | 24. září 2016      | vysíláno        |
| 46           | 3         | Scream Machine              | Křikostroj                    | Nathan Kress                | Dan Schneider a Dave Malkoff                | 1. října 2016      | vysíláno        |
| 47           | 4         | Mouth Candy                 | Sladká pusa                   | Adam Weissman               | Dan Schneider a Christopher J. Nowak        | 8. října 2016      | vysíláno        |
| 48           | 5         | The Trouble with Frittles   | Červená nebo modrá            | Adam Weissman               | Dan Schneider a Samantha Martin             | 5. listopadu 2016  | vysíláno        |
| 49           | 6         | Hour of Power               | Jak získat super schopnost    | Steve Hoefer a Russ Reinsel | Dan Schneider, Dave Malkoff a Andrew Thomas | 11. listopadu 2016 | vysíláno        |
| 50           | 7         | Dodging Danger              | Vybíjená                      | Adam Weissman               | Dan Schneider a Hayes Jackson               | 3. prosince 2016   | vysíláno        |
| 51           | 8         | Double Date Danger          | Dvojité rande                 | Steve Hoefer                | Dan Schneider a Hayes Jackson               | 11. února 2017     | vysíláno        |
| 52           | 9         | Space Invaders, Part 1      | Vesmírná rukojmí 1. část      | Mike Caron                  | Dan Schneider a Joe Sullivan                | 11. března 2017    | vysíláno        |
| 53           | 10        | Space Invaders, Part 2      | Vesmírná rukojmí 2. část      | Mike Caron                  | Dan Schneider a Christopher J. Nowak        | 18. března 2017    | vysíláno        |
| 54           | 11        | Gas or Fail                 | Velký test                    | David Kendall               | Dan Schneider a Hayes Jackson               | 25. března 2017    | vysíláno        |
| 55           | 12        | JAM Session                 | Kurz proti zlosti             | Adam Weissman               | Christopher J. Nowak                        | 8. dubna 2017      | 23. února 2018  |
| 56           | 13        | License to Fly              | Povolení létat                | David Kendall               | Dave Malkoff                                | 15. dubna 2017     | 2. března 2018  |
| 57           | 14        | Green Fingers               | Zelené prsty                  | Steve Hoefer                | Dave Malkoff                                | 22. dubna 2017     | 9. března 2018  |
| 58           | 15        | Stuck in Two Holes          | Každý ve své díře             | Harry Matheu                | Dave Malkoff                                | 29. dubna 2017     | 18. března 2018 |
| 59           | 16        | Live & Dangerous, Part 1    | Frankiniho web 1.část         | Adam Weissman               | Christopher J. Nowak                        | 16. září 2017      | 8. dubna 2018   |
| 60           | 17        | Live & Dangerous, Part 2    | Frankiniho web 2.část         | Russ Reinsel                | Hayes Jackson                               | 23. září 2017      | 8. dubna 2018   |
| 61           | 18        | Balloons of Doom            | Balonky zkázy                 | Steve Hoefer                | Dave Malkoff                                | 30. září 2017      | 1. dubna 2018   |
| 62           | 19        | Swellview's Got Talent      | Krásnov má talent             | Steve Hoefer                | Christopher J. Nowak                        | 7. října 2017      | 25. března 2018 |

### Čtvrtá řada (2017–2018)
| Č. v seriálu | Č. v řadě | Původní název              | Český název                 | Režie                      | Scénář                             | Premiéra v USA     | Premiéra v ČR                                  |
| ------------ | --------- | -------------------------- | --------------------------- | -------------------------- | ---------------------------------- | ------------------ | ---------------------------------------------- |
| 63           | 1         | Sick & Wired               | Simulantovi na stopě        | Adam Weissman              | Hayes Jackson                      | 21. října 2017     | 17. června 2018                                |
| 64           | 2         | Brawl in the Hall          | Rvačka na chodbě            | Steve Hoefer               | Dave Malkoff                       | 4. listopadu 2017  | 24. června 2018                                |
| 65           | 3         | The Rock Box Dump          | Kamenná výzva               | Russ Reinsel               | Samantha Martin                    | 11. listopadu 2017 | 1. července 2018                               |
| 66           | 4         | Danger Games               | Nebezpečné hry              | Steve Hoefer               | Christopher J. Nowak a Jake Farrow | 25. listopadu 2017 | 27. května 20183. června 201810. června 2018   |
| 67           | 5         | Toon in for Danger         | Animák                      | Steve Hoefer               | Samantha Martin                    | 15. ledna 2018     | 30. prosince 2018                              |
| 68           | 6         | Meet Cute Crush            | Před rande                  | Russ Reinsel               | Joe Sullivan                       | 10. února 2018     | 30. září 2018                                  |
| 69           | 7         | Back to the Danger, Part 1 | Vzhůru do minulosti 1. část | David Kendall              | Andrew Thomas                      | 24. března 2018    | 26. srpna 2018                                 |
| 70           | 8         | Back to the Danger, Part 2 | Vzhůru do minulosti 2. část | David Kendall              | Joe Sullivan                       | 31. března 2018    | 2. září 2018                                   |
| 71           | 9         | Budget Cuts                | Rozpočtové škrty            | Nathan Kress               | Dave Malkoff                       | 7. dubna 2018      | 9. září 2018                                   |
| 72           | 10        | Diamonds Are for Heather   | Diamanty jsou věčné         | Nathan Kress               | Dave Malkoff                       | 14. dubna 2018     | 23. září 2018                                  |
| 73           | 11        | Car Trek                   | Jízda                       | Nathan Kress               | Dave Malkoff                       | 28. dubna 2018     | 16. září 2018                                  |
| 74           | 12        | Toddler Invasion           | Vetřelec batoláč            | Mike Caron                 | Samantha Martin                    | 5. května 2018     | 23. prosince 2018                              |
| 75           | 13        | Captain Man-kini           | Kapitán Frankini            | Steve Hoefer               | Hayes Jackson                      | 12. května 2018    | 10. února 2019                                 |
| 76           | 14        | Saturday Night Lies        | Večer plný lží              | Adam Weissman              | Hayes Jackson                      | 19. května 2018    | 9. prosince 2018                               |
| 77           | 15        | Henry's Frittle Problem    | Henryho problémy s Frittles | Allison Scagliotti         | Dave Malkoff                       | 22. září 2018      | 16. prosince 2018                              |
| 78           | 16        | Spelling Bee Hard          | Velká sázka                 | Russ Reinsel               | Christopher J. Nowak               | 29. září 2018      | 3. února 2019                                  |
| 79           | 17        | Up the Stairs!             | Schody!                     | Adam Weissman              | Ben Adams a Sam Becker             | 6. října 2018      | 3. března 2019                                 |
| 80           | 18        | Rubber Duck                | Kachnička                   | Mike Caron                 | Hayes Jackson                      | 13. října 2018     | 2. prosince 2018                               |
| 81           | 19        | Thumb War                  | Válka palců                 | Mike Caron a Adam Weissman | Joe Sullivan a Dave Malkoff        | 17. listopadu 2018 | 17. února 2019 (1.část)24. února 2019 (2.část) |

### Pátá řada (2018–2020)
| Č. v seriálu | Č. v řadě | Původní název              | Český název                  | Režie              | Scénář                            | Premiéra v USA                                           | Premiéra v ČR                                          |
| ------------ | --------- | -------------------------- | ---------------------------- | ------------------ | --------------------------------- | -------------------------------------------------------- | ------------------------------------------------------ |
| 82           | 1         | Danger Things              | Nebezpěčné věci              | David Kendall      | Jake Farrow                       | 8. října 2018                                            | 1. dubna 2020                                          |
| 83           | 2         | Flabber Gassed             | Sprejomor                    | Adam Weissman      | Christopher J. Nowak              | 20. října 2018                                           | 28. dubna 2019                                         |
| 84           | 3         | Henry's Birthday           | Henryho narozeniny           | Steve Hoefer       | Dave Malkoff                      | 3. listopadu 2018                                        | 5. května 2019                                         |
| 85           | 4         | Whistlin' Susie            | Pískající Susie              | Nathan Kress       | Joe Sullivan                      | 10. listopadu 2018                                       | 12. května 2019                                        |
| 86           | 5         | The Great Cactus Con       | Kaktusfest                   | Allison Scagliotti | Samantha Martin                   | 24. listopadu 2018                                       | 19. května 2019                                        |
| 87           | 6         | Part 1: A New Evil         | Část první: Výpadek proudu   | Mike Caron         | Andrew Thomas                     | 5. ledna 2019                                            | 14. července 2019                                      |
| 88           | 7         | Part 2: A New Darkness     | Část druhá: Nová temnota     | Adam Weissman      | Christopher J. Nowak              | 12. ledna 2019                                           | 21. července 2019                                      |
| 89           | 8         | Part 3: A New Hero         | Část třetí: Nový hrdina      | Adam Weissman      | Christopher J. Nowak              | 19. ledna 2019                                           | 28. července 2019                                      |
| 90           | 9         | Broken Armed and Dangerous | Polámaný a Nebezpečný        | Nathan Kress       | Dave Malkoff                      | 26. ledna 2019                                           | 30. června 2019                                        |
| 91           | 10        | Knight & Danger            | Rytíř v nesnázích            | Harry Matheu       | Jake Farrow                       | 2. února 2019                                            | 7. července 2019                                       |
| 92           | 11        | Grand Theft Otto           | Velká papouščí loupež        | David Kendall      | Sam Becker a Nick Dossman         | 16. února 2019                                           | 22. září 2019                                          |
| 93           | 12        | The Whole Bilsky Family    | Taková normální rodinka      | Allison Scagliotti | Joe Sullivan                      | 23. února 2019                                           | 29. září 2019                                          |
| 94           | 13        | Secret Room                | Tajná místnost               | Steve Hoefer       | Samantha Martin                   | 2. března 2019                                           | 22. března 2020                                        |
| 95           | 14        | My Dinner With Bigfoot     | Večeře s Yettim              | Russ Reinsel       | Russ Reinsel                      | 9. března 2019                                           | 28. března 2020                                        |
| 96           | 15        | Charlotte Gets Ghosted     | Charlotte a lovec duchů      | Mike Caron         | Jake Farrow                       | 16. března 2019                                          | 29. března 2020                                        |
| 97           | 16        | I Dream of Danger          | Zamilované sny               | Adam Weissman      | Samantha Martin                   | 23. března 2019                                          | 2. dubna 2020                                          |
| 98           | 17        | Holey Moley                | Krtkolidi                    | Russ Reinsel       | Dave Malkoff                      | 15. června 2019                                          | 3. dubna 2020                                          |
| 99           | 18        | Love Bytes                 | Výpočetní láska              | Allison Scagliotti | Joe Sullivan                      | 22. června 2019                                          | 5. dubna 2020                                          |
| 100          | 19        | Double-O Danger            | Tajní agenti                 | Steve Hoefer       | Andrew Thomas                     | 29. června 2019                                          | 5. dubna 2020                                          |
| 101          | 20        | Massage Chair              | Masážní křeslo               | Mike Caron         | Christopher J. Nowak a Sam Becker | 13. července 2019                                        | 6. dubna 2020                                          |
| 102          | 21        | Henry Danger: The Musical  | Muzikálový speciál           | Steve Hoefer       | Samantha Martin                   | 27. července 2019                                        | 12. dubna 2020 (první část)18. dubna 2020 (druhá část) |
| 103          | 22        | Sister Twister Part 1      | Trable se ségrou: Část první | Adam Weissman      | Joe Sullivan                      | 21. září 2019                                            | 25. března 2020                                        |
| 104          | 23        | Sister Twister Part 2      | Trable se ségrou: Část druhá | Nathan Kress       | Dave Malkoff                      | 28. září 2019                                            | 25. března 2020                                        |
| 105          | 24        | A Tale of Two Pipers       | Pohádka z budoucnosti        | Allison Scagliotti | Andrew Thomas                     | 5. října 2019                                            | 18. dubna 2020                                         |
| 106          | 25        | Story Tank                 | Děsonádrž                    | David Kendall      | Dave Malkoff                      | 12. října 2019                                           | 22. března 2020                                        |
| 107          | 26        | Captain Mom                | Kapitánovo dítě              | Russ Reinsel       | Jake Farrow                       | 2. listopadu 2019                                        | 25. dubna 2020                                         |
| 108          | 27        | Visible Brad               | Viditelný Brad               | Adam Weissman      | Jake Farrow                       | 9. listopadu 2019                                        | 15. března 2020                                        |
| 109          | 28        | EnvyGram Wall              | Zášťogram Wall               | Steve Hoefer       | Andrew Thomas                     | 16. listopadu 2019                                       | 5. dubna 2020                                          |
| 110          | 29        | Holiday Punch              | Vánoční nakládačka           | Adam Weissman      | Joe Sullivan                      | 30. listopadu 2019                                       | 29. března 2020                                        |
| 111          | 30        | Mr. Nice Guy               | Pan Dobrý den                | Mike Caron         | Jake Farrow                       | 11. ledna 2020                                           | 23. srpna 2020                                         |
| 112          | 31        | Theranos Boot              | Theranosina bota             | Evelyn Belasco     | Andrew Thomas                     | 18. ledna 2020                                           | 30. srpna 2020                                         |
| 113          | 32        | Rumblr                     | Pěstindr                     | Adam Weissman      | Joe Sullivan                      | 25. ledna 2020                                           | 6. září 2020                                           |
| 114          | 33        | Cave the Date              | Rande na Základně            | Russ Reinsel       | Samantha Martin                   | 1. února 2020                                            | 13. září 2020                                          |
| 115          | 34        | Escape Room                | Únikovka                     | Evelyn Belasco     | Christopher J. Nowak              | 8. února 2020                                            | 27. září 2020                                          |
| 116          | 35        | Game of Phones             | Ztracený telefon             | Mike Caron         | Christopher J. Nowak              | 15. února 2020                                           | 20. září 2020                                          |
| 117          | 36        | Remember the Crimes        | Vzpomínky na zločiny         | Mike Caron         | Jake Farrow                       | 22. února 2020                                           | 18. října 2020                                         |
| 118          | 37        | The Beginning of the End   | Konec začíná                 | Russ Reinsel       | Christopher J. Nowak              | 29. února 2020                                           | 4. října 2020                                          |
| 119          | 38        | Captain Drex               | Kapitán Drex                 | Adam Weissman      | Dave Malkoff                      | 7. března 2020                                           | 11. října 2020                                         |
| 120-121      | 39-40     | The Fate of Danger         | Děsný Osud                   | Steve Hoefer       | Christopher J. Nowak              | 14. března 2020 (první část)21. března 2020 (druhá část) | 18. října 2020                                         |